# Demetrius Andrade
Demetrius Cesar Andrade (Providence, Rhode Island,  1988. február 26. –) amerikai amatőr ökölvívó.

## Eredményei
- 2007-ben világbajnok váltósúlyban.
- 2007-ben ezüstérmes a pánamerikai játékokon a váltósúlyban.